# Yaylapınar, Nazilli
Yaylapınar, tên trước đây là Sinekçiler, là một xã thuộc huyện Nazilli, tỉnh Aydın, Thổ Nhĩ Kỳ. Dân số thời điểm năm 2010 là 886 người.